# Németh György (történész)
Németh György Amadé (Kaposvár, 1956. június 25. –) magyar ókortörténész, klasszika-filológus, az ELTE BTK Ókortörténeti Tanszékének egykori vezetője és egyetemi tanára, az MTA doktora.

## Élete
Apja, Németh Amadé (1922-2001), a budapesti Operaház karigazgatója, édesanyja dr. Véli Margit (1925-2004) volt. Nagyszülei Németh Béla (1883-1948) nagybányai gimnáziumi tanár, és Prohászka Ilona (1889-1983) voltak. Németh György 1975-től az ELTE hallgatója, Hahn István, Szilágyi János György, Komoróczy Géza, Ritoók Zsigmond tanítványa.
Magyar anyanyelve mellett németül, franciául, angolul, ógörögül, görögül, latinul, dánul és oroszul beszél.

## Oktatói tevékenysége
A Debreceni Egyetem Bölcsészettudományi Kar Ókortörténeti Tanszékének oktatója, volt vezetője, 1981 óta az ELTE Bölcsészettudományi Kar Ókortörténeti Tanszékének oktatója, 2001 óta egyetemi tanár, 2007-től 2022-ig az Ókortörténeti Tanszék vezetője.

## Kutatási területe
- Athén politikatörténete az i. e. 5. században
- görög epigráfia és papirológia
- görög társadalomtörténet
- antik orvostörténet
- női szerepek a klasszikus antikvitásban
- ókori görög társadalomtörténet
- ókori mágia

## Oktatási területe
- görög történelem
- görög epigráfia, papirológia
- római történelem

## Elismerései
- Révay-díj, 1998
- Marót Károly-díj, 2000
- Ürményi József-díj (ELTE BTK Kari Tanács), 2012

## Művei
- Thészeuszról; Móra, Bp., 1984
- Fagyöngyök; Kozmosz Könyvek, Bp., 1989
- A peloponnésosi háború; MBE, Miskolc, 1990 (Miskolci Parthenon-tanulmányok)
- Ókori játékok könyve. Játszd újra!; Pesti Szalon, Bp., 1994
- Iszméné tükre; Universitas, Bp., 1996
- A zsarnokok utópiája. Antik tanulmányok, Atlantisz Könyvkiadó, Budapest, 1996, ISBN 9637978801
- Hekatompedon. Studies in Greek epigraphy; Kossuth Lajos University, Debrecen, 1997 (Hungarian polis studies)
- A polisok világa. Bevezetés az archaikus és koraklasszikus kori görög társadalomtörténetbe; Korona, Bp., 1999
- Introducere în epigrafia şi papirologia greacă; Nereamia Napocae, Cluj-Napoca, 2002 (Introduceri)
- Karthágó és a só. Az ókortörténet babonái; Korona, Bp., 2002
- Politai. Studies in Greek social history and epigraphy; University of Debrecen Department of Ancient History, Debrecen, 2005
- Kritias und die dreissig Tyrannen. Untersuchungen zur Politik und Prosopographie der Führungselite in Athen 404/403 v. Chr.; Steiner, Stuttgart, 2006 (Heidelberger althistorische Beiträge und epigraphische Studien)
- Németh György–Kovács Péter: Bevezetés a görög és a római felirattanba; Gondolat, Bp., 2011 (Electa)
- Németh György–Hegyi W. György: Görög-római történelem; Osiris, Bp., 2011 (Osiris tankönyvek)
- Supplementum Audollentianum; University of Debrecen Department of Ancient History, Bp.–Debrecen–Zaragoza, 2013 (Hungarian polis studies)

## Külső hivatkozások
- Miklós Gábor: Mindenre van antik példája. Népszabadság Online, 2010. június 1.
- Németh György szakmai életrajza (angolul)
- T. Szabó Csaba: Portré: Németh György. VÁLASZOK?, 2010. január 10.
- Németh György: Hekatompedon – studies in greek epigraphy. Kossuth Lajos Tudományegyetem Kiadó, Debrecen 1997, ISBN 9634722210
- Lőrinc László: Törikönyvek légüres térben. Tenyleg.com 2015. április 7.